# Blaesoxipha atlanis
Blaesoxipha atlanis är en tvåvingeart som först beskrevs av Aldrich 1916.  Blaesoxipha atlanis ingår i släktet Blaesoxipha och familjen köttflugor. Inga underarter finns listade i Catalogue of Life.